# 1945年香港
|        | 香港歷史 \| 香港歷史年表                                                                                                   |
| 世紀： | 19世紀香港 \| 20世紀香港 \| 21世紀香港                                                                                     |
| 年代： | 1910年代香港 \| 1920年代香港 \| 1930年代香港 \| 1940年代香港 \| 1950年代香港 \| 1960年代香港 \| 1970年代香港               |
| 年份： | 1941年香港 \| 1942年香港 \| 1943年香港 \| 1944年香港 \| 1945年香港 \| 1946年香港 \| 1947年香港 \| 1948年香港 \| 1949年香港 |
| 紀年： | 乙酉年（鸡年）、香港開埠104周年、香港重光之年                                                                              |

1945年香港，隨着大日本帝國在二戰中的實力不斷下降，盟軍對香港的反攻於本年進入關鍵階段，除二月外的首七個月內均被有盟軍或美軍轟炸的痕跡，船塢、油庫、機場、發電廠、兵營、墳場、廟宇、集中營、船舶、醫院、學校等皆成襲擊對象，甚至誤炸人口密集樓房，釀成重大傷亡。惟香港市民因渴望日本盡快戰敗，結束香港淪陷，故一般不反對盟軍的轟炸。經過3年零8個月艱苦日子，黑暗歲月終露曙光，隨着美軍於8月初對日本先後投下2枚原子彈，及後日皇在電台裡的終戰廣播，使香港再次面臨政權移交，日軍在盟軍接管前則在梅窩犯下最後一宗殺害無辜港人案件。中英雙方就香港主權歸誰各執一詞，中方更率先派軍隊佔領九龍，最後在美國壓力下，中國領導人蔣介石終同意香港回歸英國並撤軍，英方隨即在香港成立臨時軍政府。香港重光雖然值得欣喜，但二戰後，香港滿目瘡痍，經濟蕭條，民不聊生，百廢待興，人口由戰前160萬急降至60萬的低位，甚至出現「人吃人」慘劇。由於物價騰飛，物資嚴重不足，餓死人現象不斷發生，到1945年，饑荒更為嚴重，人食人事件在8月更發生多宗。狂歡過後的香港人亦要同時面對一大批問題：包括8成人口營養不足、醫療衛生條件極差、傳染病猖獗、大部份的適齡學童失學、不少房屋受到破壞又或日久失修等，此外香港原來居民及難民在日本投降後大量湧入，1945年底，人口已回升到100萬，使情況進一步惡化。軍政府成立後，香港的人口即以每月100,000人的速度急升。軍政府首要解決的是港人的温飽問題，由於貿易尚未恢復，所以能源和糧食均十分缺乏。有見及此，軍政府首長夏愨派員到廣東、文萊、印度和日本等地搜購能源與糧食。至於住房方面，戰後有72%外籍人士失去居所，而全港約600,000名居民當中，則共計有160,000人無家可歸，其中大部份私人房產是在日佔時期遭日軍強佔的。戰後建材十分短缺，夏愨又不願動用公共資金修復私人樓房，所以軍政府只能儘量將空置的建築物安置居民，以及徵用旅館作收容難民，因此港人對軍政府的住房政策感到相當不滿。交通方面，軍政府曾以貨車權充巴士，以解決戰後交通工具荒缺的局面。此外，港英軍政府宣佈日本軍票作廢，部份市民一夜間傾家蕩產。二戰結束至年底發生多宗由水雷引致的嚴重海難，使掃雷成為戰後急待解決的問題之一。

## 大事記

### 1月
- 香港主要刊物之一新聞天地以月刊形式創刊，由於香港仍受日軍管治，該刊暫設在重慶，創刊初期困難重重，但由於辦得有特色，因此頗受當時讀者歡迎。[2]
- 1月1日——當局頒佈實行物品稅令[3]。
- 1月11日——第23軍司令田中久一中將上任港督[4]；佔領地總督部舉行追悼會，悼念已故華民代表陳廉伯[5][6]。
- 1月15日——盟軍飛機空襲太古船塢[7]:4。駐重慶美軍於本年內首次空襲香港，上午9時10分，數十架美機作梯形侵入，歷時一小時，下午2時15分，以P-51戰鬥機及P-38閃電式戰鬥機十餘架混合編隊而來，所投炸彈未有命中目標並墜入海中，日軍擊下美機3架及擊毀2架，其中一架化成火球墜落海上[8]。
- 1月16日——一批日本軍艦剛從菲律賓開抵香港，美軍飛機300架隨後飛到香港上空，日方軍艦施放煙幕掩護逃走，但美機緊追轟炸，300架飛機投下大量重型炸彈，許多日艦被炸沉，有的炸為兩截，有的炸至船身翻轉，其中一艘12,000噸以上的軍用物資運輸船亦被炸沉。直至傍晚美機才撤走，日軍軍艦殘骸則佈滿維港，那艘被炸沉的運輸船躺在上環海面不遠處，像水面上一座大型平台。美軍18架戰機被摧毀[9]，釀成29人喪生（包括14名機師及15名機員）[9]，亦有有幾位飛行員跳傘後被東江游擊隊港九大隊救獲，送往後方。除日艦外，赤柱拘留營被美軍誤炸[10]，戰俘14死6傷[11][12]。而中環及太古船塢亦遇襲，中環災區一婦人生葬瓦礫堆中十日始被掘出[13]。

- 1月21日——下午3時45分，盟軍飛機以大編隊飛臨香港，作地毯式轟炸，這是盟軍空襲香港規模最大一次。從航空母艦上，一批接一批的飛機輪流空襲，飛行高度均在三千米以上，地面日軍高射炮均無法射到。盟軍飛機多為B-29超級堡壘轟炸機，機身龐大，全部從九龍飛向港島方面。轟炸目標原為金鐘兵營及海軍船塢，300餘架飛機，大約投擲了40多枚500磅重的炸彈，其他型號炸彈則不計其數。可是，由於指揮失誤，轟炸目標未命中，炸彈直墮灣仔市中心，即時重創大佛口至駱克道一帶民居，軒尼詩道、駱克道、謝斐道、克街、莊士敦道、灣仔道、修頓球場及其中的內街均受破壞，毀屋500餘間，十幾條街被炸成廢墟，釀成約1,000人喪生、3,000人受輕重傷慘劇[14]。中環亦受波及，4、5座房屋被夷為平地[13]，造成死傷，事後入住東華醫院傷者達30餘人[15]。

- 1月28日——盟軍轟炸九龍，許多房屋炸塌，造成死傷[16]

### 2月
- 日軍重開賭禁，發出十個娛樂場牌照，在港島及九龍幾十間酒樓及戲院內開賭，形式包括番攤、牌九、骰寶及字花等[16]。
- 成立香港治安協助團[16]。
- 2月3日——憲兵隊長野間賢之助大佐調任，由金澤朝雄中佐接任[3]。
- 2月4日－2月7日——東區居民及新聲劇團在舊東區區政所舉行「東區遇難者追悼大會」，僧尼在場誦經，以悼念1月21日空襲罹難者[17]。
- 2月8日——美國總統羅斯福關注香港前途，與蘇聯共產黨總書記斯大林在雅爾塔會議上再次提及香港問題，羅斯福希望英國將香港交還中國，使它成為一個國際化的自由港，惟擔心英國首相邱吉爾必定強烈反對[18]。

### 3月
- 日軍政府表示，當敵機來襲時會按情況發出兩種不同警號，如屬騷擾性質的日間空襲將發「視號警報」，若較多敵機來襲或夜間任何規模之敵機來襲均發出「聽號警報」。視號警報即表示只有零星戰機入侵領空，當局將在各區區政所門前及各繁忙街道懸出視號警報之旗幟，並分為三種：「警戒」、「奇襲」及「侵入空襲」。若當局嗚出長短斷續聲響，則表示大量敵機行將侵入，屬聽號警報。如屬長嗚聲響則表示敵機已去，警號解除。當局同時呼籲市民在警號發出時切勿外出或走上天台瞭望，免生危險[19]。
- 即日起日軍強化燈火管制，禁止露天夜市[3]。
- 東亞晚報停刊[20]。
- 3月1日——香港佔領地總督部警察局成立，設港九水上3局各區25分局，警察由憲查改編警官由憲兵擔任[7]:10。香港佔領地總督部實行改組，民治部、財政部及交通部縮減為兩個部，改稱第1、第2部，兩部下共設6課1局，辦理一切行政事務。第1部以增強生產力為要務，下設3個課：總理民政、文教事宜；管理產業事宜；掌管財政事宜。另設1個衛生總局，管理一切衛生事宜。第2部以促進交易為要務，下設3個課：管理交易及航運事宜；管理造船事宜；掌管通訊、土木等事。此外，各部還設司政官3名，其他職銜則未作更改[18]。
- 3月2日——頒令修改憲兵隊刑事即決處分令[3]。
- 3月15日——一架美軍戰機在龍鼓灘附近墜毀，5名美軍喪生，村民暗地裡將遺體埋葬，其後三度搬墳，以免被日軍發現[21]。
- 3月16日——香港災區救濟委員會表示共44具屍體經由該會從1月21日空襲災場掘出[22]；5萬張春季馬票售罄[23]。
- 3月29日——近100架美軍轟炸機大舉突襲香港，破壞啟德機場、運輸及軍事設施。[24]

### 4月
- 華僑晚報創刊[3]。
- 4月1日——中西區及東區改為每5日供水1天，半山區及山頂則完全停供[7]:18。
- 4月2日——美軍戰機襲港，被日方制空部隊還擊，2架被擊毀，其餘逃去[25]。
- 4月3日——11時40分至下午2時半，美軍派出B-24轟炸機為主在內的49架戰機再度襲港[25]，日軍擊墜敵機3架，其餘逃去，九龍民房及深水埗以南[26]水域部份船舶被炸，造成死傷，其中九龍被炸毀房屋十餘間，釀成37死80傷[27]。

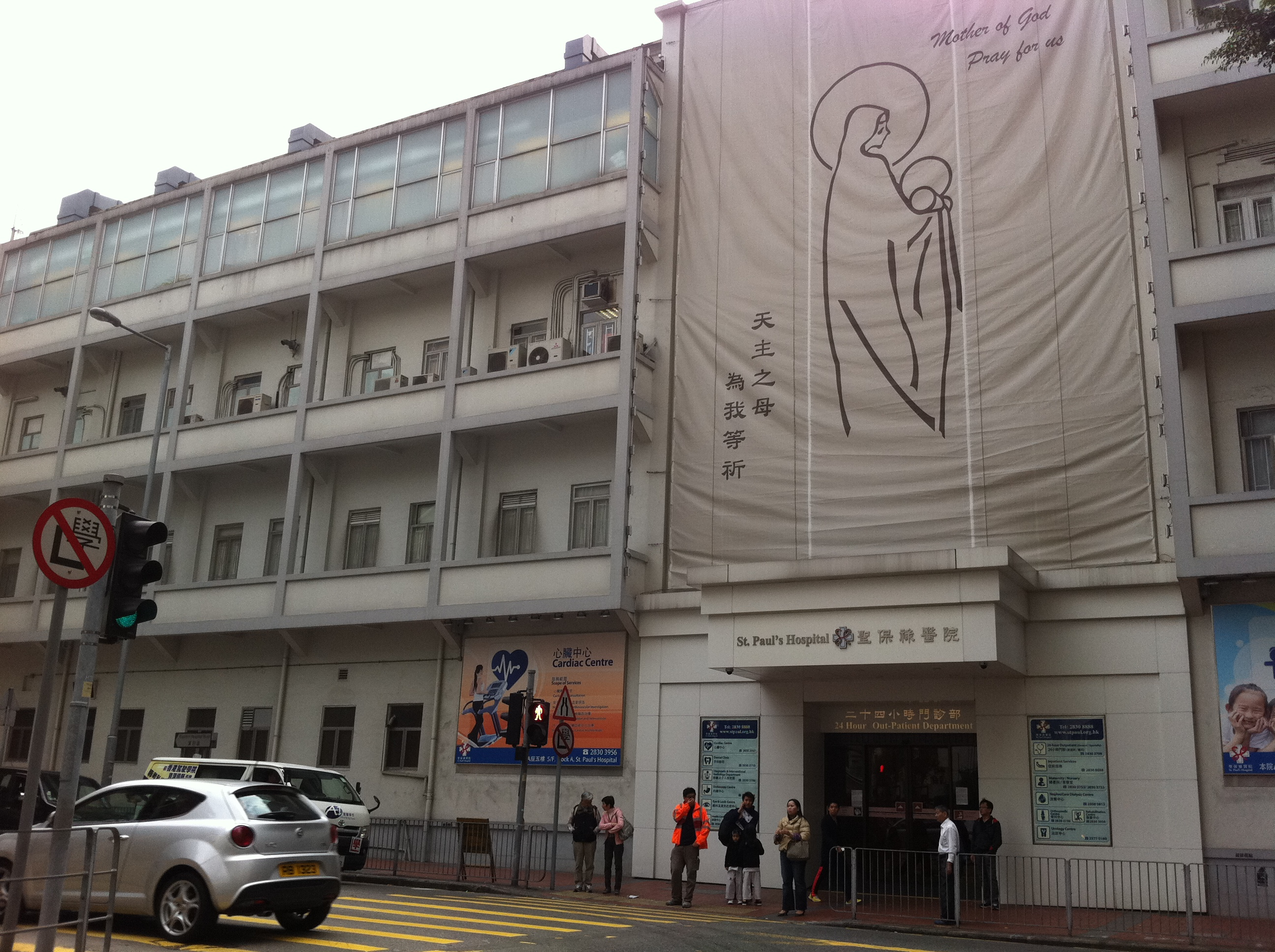
遭轟炸的銅鑼灣聖保祿醫院建於1916年，攝於2013年

- 4月4日——美軍飛機兩度轟炸銅鑼灣釀成嚴重災情，凌晨4時許空襲銅鑼灣避風塘艇戶，傷者被送入附近的法國醫院（聖保祿醫院）救治，惟上午11時40分至下午2時12分以B-24轟炸機為主約70架美軍戰機，空襲收容大量7小時前才由銅鑼灣避風塘艇戶送入傷者的法國醫院及孤兒院，跑馬地印度墳場及隔鄰的印度廟與印度兒童學校等數處亦中彈。其中艇戶最少232人喪生[28]，傷者數百人。法國醫院則造成約260死50餘傷[29][30]，死者包括6名女護士及8名醫院職工，其餘多為小童及嬰兒。印度兒童學校[31]及印度廟[32]亦有數人死傷。是日襲擊共計490餘人喪生。
- 4月5日——中午12時半至下午3時50分[33]，B-24轟炸機38架、P-38閃電式戰鬥機16架數次來襲本港，由高空投彈轟炸維港兩岸的船塢[24]、發電廠[24]及美孚油庫[34]。
- 4月9日—4月20日——推行住民證政策，除10歲以下，香港市民必須領取。
- 4月17日——下午約1時半，由大澳駛往港島並拖帶4艘載貨帆船的客船民昇輪，在駛至屯門東南水域時遭到美軍B-24轟炸機用機關槍向輪上乘客掃射，繼而連續投彈轟炸，將所拖帶小船2艘炸沉，民昇輪亦繼而被燬下沉，船上300餘人中最少造成7死18傷[35]。
- 4月21日——日輪民國丸在番禺蓮花山鎮對開海面被盟軍炸沉[3]。

### 5月
- 5月1日，當局准許民間成立「保衛團」。[3]
- 5月12日，盟軍飛機302架空襲啟德機場。[3]
- 5月：
  - 當局舉辦第4次日語檢定，212人合格。[36]
  - 英國制定香港一旦重光後的工作小組香港計劃小組增至38名官員。英國鑑於二戰在東南亞被日本打敗，聲譽和地位日益降低，因此計劃英國奪回香港後要在政制上做一些改革，以挽回失去的威信。1943年10月，英國殖民地部設立「香港計劃小組」，研究及制定戰後香港的政策措施與工作計劃。[18]
  - 英國殖民地部官員建議未來香港政制採用市議會，設23個議席，內有華人議員7名、英國人議員9名，其餘7名由港督委任。[18]

### 6月

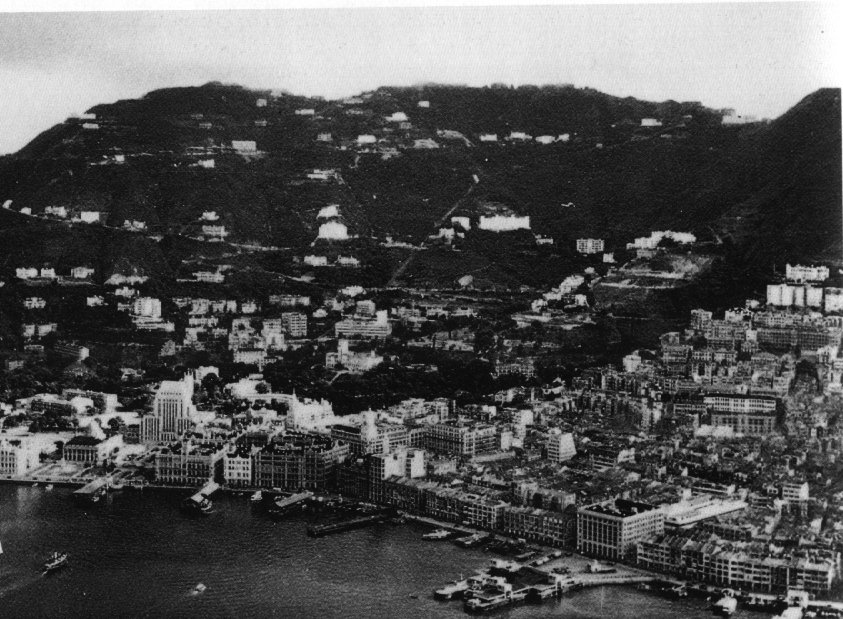
遭縱火的中環（圖中右下方樓群近中央部份），攝於事件發生前5年（1940年）

- 6月12日上午10時20分至正午12時，盟軍出動B-24轟炸機57架、B-29超級堡壘轟炸機1架及P-38閃電式戰鬥機1架飛臨香港中環、銅鑼灣及西環進行空襲[37]，這次首度投下燃燒彈，包括55加侖實驗性膠化氣油[34]，引起大火，以中環災情為甚，多幢房屋被焚燬，永吉街陸羽茶室門前、皇后大道中的中央戲院、江蘇酒家對面及蘇杭街住宅多幢中彈。由於中彈的多屬舊木樓，每幢中彈後即發生大火，無法灌救，一直燒通頂為止。部份投彈落在地面時即爆開膠質東西，黏著人、牆、鋼窗便燃燒。是次空襲釀成約100死50傷，失去家園者分別有229人（中環）、89人（銅鑼灣）及17人（西環）[38]。經此一役，市民才懂得儲備一桶桶的砂粒，以備救火之用，因為木樓如被燃燒彈擲中，如用水灌救只會越燒越猛，只有用砂粒鋪在火頭上面才將火勢撲滅。
- 6月，當局強化內地米糧輸入以紓緩糧荒[39]，廣州及佛山准許香港商人自由辦米並由火車運來香港[40]。

### 7月
- 7月8日，強烈熱帶風暴蘭茜登陸陽江（路徑圖），香港天文台於7月6日[41]至7月8日[42]懸掛本年首個一號風球[[[Wikipedia:格式手册/链接#章節|錨點失效]]]，7月7日上午11時東區山邊里因風雨引致一座危樓的中座倒塌，1死3獲救[43]。
- 7月23日：
  - 熱帶風暴蓓姬登陸汕尾（路徑圖），港澳兩地並無懸掛風球，無傷亡。
  - 英國外交、陸軍、殖民地等部和香港規劃小組舉行聯席會，建議英國政府於徵得美國總統杜魯門同意後，要求重慶國民政府允許在準備進攻香港的中國正規軍中派駐一個「英國民政小組」，以便辦理英國接管香港的各種事宜。[20]
- 7月25日正午12時4分，盟軍最後一次空襲本港，派出一架戰機向赤柱拘留營投彈9枚，當中8枚失效，只有1枚爆炸，造成英國戰俘2重傷5輕傷。[44][12]
- 7月，電氣廠放寬一般用戶的用電限制，除減電費外，超出指定用量者不收額外費用，當局亦重新准許使用電風扇、電雪櫃、升降機及抽氣機等，燈火管制時間亦延至每晚11時才執行，商店的光管招牌則重新批准使用，夜市商業因而熱鬧起來。[45]

### 8月
- 8月4日，受社會飢荒影響，九龍發生一宗「人吃人」慘劇，一名女子疑殺害他人後，劏開人肉煮熟來吃。同月九龍亦發生另一宗食人事件，一名婦人殺死13歲小童後劏屍烹調，警方在其家中發現熟人肉及人骨。據《口述歷史》記載，當時街上有些人餓到快要死，但還沒有斷氣時，身上的肉已給人割去。有居港日籍牧師曾聽說，正當每個中國人受飢餓折磨時，有些中國人餓到要吃狗肉、貓肉、鼠肉甚至人肉來充飢。[18]
- 8月10日，颱風昆妮登陸茂名（路徑圖），香港天文台於8月7日[46]至8月10日[47]懸掛一號風球[[[Wikipedia:格式手册/链接#章節|錨點失效]]]，風球懸出後，港內大小舟艇駛入避風塘，漁船停止出海，渡海輪及巴士照常行駛，風暴未有靠近本港，無傷亡。
- 8月11日，英國外交大臣密電英國駐重慶大使，命令立即設法與被日軍囚禁的前港府輔政司詹遜取得聯繫，授權他在日本投降後，立即恢復英國在香港的統治機構。[3]
- 8月14日，英國政府令駐華大使通知中國政府，英國海軍將重佔香港，中國政府提出抗議。[3]
- 8月15日：鑑於美軍先後於8月6日及8月9日在廣島市及長崎市投下原子彈釀成共計最少15萬人罹難、以及蘇聯閃擊滿洲國等地，日皇裕仁遂於15日代表大日本帝國透過電台廣播宣佈接受波茨坦公告並無條件投降（玉音放送），第二次世界大戰正式結束。亦結束了「三年零八個月」的香港日佔時期，英國宣佈將接收香港及恢復香港的管治，在英軍接收香港前將暫由日軍維持秩序。[48]
- 8月16日：
  - 當局取消晚間燈火管制。[3]
  - 英國宣佈駐港日軍需向英國投降。[3]
- 8月18日：
  - 港督田中久一發佈告示，表示會盡力維持治安，以待英軍接管。[3]
  - 中華民國國民政府主席蔣介石命令第2方面軍司令官為廣東及香港地區受降官。[3]
  - 美國總統杜魯門同意英國在香港受降。[3]
- 8月19日－8月26日發生「梅窩血案」。19日下午2時，大嶼山游擊隊向駐梅窩日軍進行突襲，造成十餘名日本兵傷亡[49]，游擊隊則有一人陣亡[49]，日軍採取殘酷報復手段，包圍了梅窩白銀鄉、大地塘、鹿地塘及涌口4條村，把居民大小300多人全部驅至涌口岸邊，進行嚴刑拷打及無理詢問。拘捕時已有不少居民被槍殺或打傷，拷問時許多居民被綑綁在木柱上，兩足不能落地，有些被迫跪在草地上不能動彈。晚上正副村長被日軍斬首，繼而對若干男性居民進行虐打，事件直至8月26日因日本軍奉命到赤柱拘留營而結束，共12名無辜平民被殺害。

- 8月24日，中華民國國民政府主席蔣介石發表關於香港前途的公開聲明，表明中國不會趁日本無條件投降來找機會破壞國際公約或侵犯盟國利益。因此中國不會趁機派兵佔領香港，不會在同盟國之間挑起誤會，申明香港目前地位是由中、英兩國所簽定的條約所定明，任何改變都需通過雙方在友好的談判後達成。中國的外交政策是尊重條約，及在時機成熟時根據法律來作出符合當時環境需要的合理改變。蔣介石這項聲明成為國民政府在二戰後初期對香港地位政策的核心依據。[3]
- 8月26日，颱風戴絲掠過華南沿岸[50]，香港天文台於8月24日[47]至8月26日[51]懸掛一號風球[[[Wikipedia:格式手册/链接#章節|錨點失效]]]，無傷亡。
- 8月27日：
  - 雖然蔣介石於8月24日發表不侵佔香港聲明，但當日發出聲明後卻得知英國海軍太平洋艦隊將佔據香港，遂在重慶召開緊急會議，決定派國民革命軍第2方面第13軍佔領九龍。8月27日，羅卓英將軍率13軍從韶關出發，連夜行軍並橫渡深圳河，迅速佔據整個九龍，並隨時準備進攻香港島。國民黨軍與位處香港外圍海域英軍對峙3天。8月29日，羅卓英接重慶密電，謂蔣介石在美國壓力下，權衡利弊後決定放棄收復香港，頒令授權英國海軍少將夏愨接受香港日軍之投降。羅卓英迫於無奈，遂下令13軍士兵從九龍半島撤走。[3]
  - 夏愨將軍率太平洋艦隊駛抵香港海面。[3]
  - 香港海軍當局在下士官兵集會所講堂，為犧牲將士舉行最後慰靈祭。[52]
- 8月28日：
  - 航行於省港澳重1,200噸的郵輪白銀丸由廣州返回香港並再度出發，載着8噸黃金及其他貴重物品、600名日本高級官佐及赴日漢奸，準備在英軍接收香港前撤退運返日本，船行至大嶼山以南的香港邊界以外、屬珠海市管轄的外伶仃島龍鼓灣水域時，觸及水雷沉沒，8噸黃金珠寶連同600餘人俱葬身海底，死者包括港島東區憲兵隊憲查隊長廖永清。[53]
  - 原港府輔政司詹遜在電台發表首次講話，表示已成立臨時香港政府。[3]
- 8月30日，英國太平洋艦隊司令夏愨少將率艦隊抵達香港登陸，從日軍手中接收香港，香港市區出現大規模慶祝活動，紀念戰爭結束及盟軍取得勝利。以後每年重光紀念日成為了香港的公眾假期，直至1997年香港回歸中國後才取消此假期。[3]

### 9月
- 二戰後首次人口統計，香港人口由戰前160萬銳減至60萬[16]。
- 軍事法庭成立[3]。
- 金銀號獲准開業[16]。
- 宣佈管制糧食、油鹽、燃料、印刷材料及凍結各銀行戰前資金[16]。
- 9月1日——夏愨設立軍政府，由前輔政司詹遜任副港督，實行軍事管治[3]。夏愨宣讀英皇詔書，對香港居民表無限同情[7]:29。國民政府同意由英國方面接受駐港日軍的正式投降[3]。
- 9月2日——日本政府3代表於美艦上正式簽署投降書[3]。颱風海倫橫過台灣北部（路徑圖），其外圍雨帶為澳門帶來雷雨[54]，港澳兩地並無懸掛風球，無傷亡。
- 9月4日——灣仔區商店在軍警保護下復業[3]。
- 9月5日——英軍完成九龍區接收工作[3]。英軍服務團乘專機返港協助政府工作[3]。
- 9月6日——昂船洲發生大爆炸，西貢海傍大火[3]。將日僑18,000人集中在九龍兵營[3]。
- 9月7日——英軍政府委任總檢察官、任命警務處長及工務處長[3]。英國一批民政人員抵港[3]。
- 9月9日——匯豐銀行一名高級職員抵港，籌備該行復業[3]。
- 9月10日——英國海軍陸戰隊2,000人抵港，協助警察維持市區治安，並負責接收新界[3]。
- 9月11日——政府首次設立工商司[3]。
- 9月12日——首批在英國印刷的新港幣運抵香港，9月14日開始在市面流通[3]。
- 9月13日——軍政府頒令，日軍迫簽的匯豐銀行紙幣無效[3]。沒收正金銀行及台灣銀行資產[3]。
- 9月15日——中國軍事代表團與香港軍政府達成協議，國民政府同意，由英國方面接受駐港日軍的正式投降，英國政府則同意當日起到1947年8月15日止，國民政府軍隊可由廣州進入香港境內，在香港登船北上國共內戰的前線，並將九龍塘北部一部份民房租給國民政府，作為北上部隊的臨時兵營。協議期內，經香港北上國軍超過10萬人，包括國民革命軍第十三軍、國民革命軍第八軍及國民革命軍新編第一軍等。協議期滿後，駐九龍塘臨時兵營的國軍撤回深圳[55]。

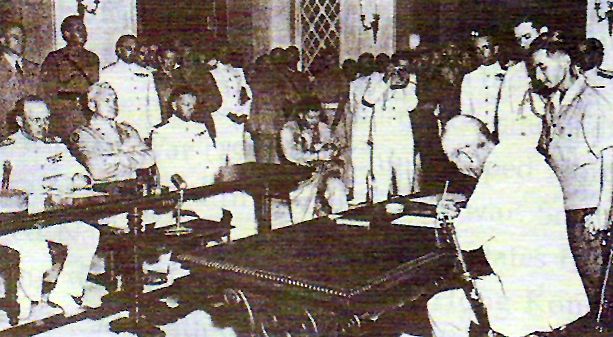
日方代表在英、中、美、加4個同盟國代表面前於1945年9月16日在港督府聯合簽署香港的受降文件

- 9月16日——駐港日軍正式向香港軍政府投降，受降儀式在港督府舉行。下午4時，英國太平洋艦隊海軍少將夏愨以香港軍政府總督身份，代表英國政府和中國戰區最高統帥受降，在場還有中國、美國及加拿大代表，日本陸軍少將岡田梅吉和海軍中將藤田類太郎在英、中、美、加4個同盟國代表面前，將佩劍解下交給夏愨，然後在投降書上簽字，全部儀式歷時15分鐘[55]。
- 9月24日——當局宣佈日本軍票無效，停止使用[3]。熱帶風暴溫黛登陸雷州半島（路徑圖），皇家香港天文台懸掛香港重光後首個一號戒備信號，無傷亡。日佔時期簡化的風球制度被撤銷，恢復實行原有的1及5至10號信號[56]。
- 9月28日——港九大隊發表撤出香港地區宣言[3]。
- 9月30日——各界舉行慶祝勝利和平大會，有20多頭醒獅參加[7]:36。港府設立庫務署[3]。

### 10月
- 港英軍政府首長夏愨總司令建議將啟德機場遷往新界屏山，是政府首次提議於屏山建機場[57]。
- 頒佈「業主與租客條例」，加強對業主及租客的管理[16]。
- 當局開徵煙酒稅[16]。
- 10月1日——一隊國府軍憲兵開至香港，協助英軍維持治安，引起英方不滿[16]。
- 10月5日——中國軍隊6千多人駐於九龍塘[7]:36。
- 10月9日——香港臨時軍政府舉行大型慶祝勝利活動，當日被訂為公眾假期。 [58]。
- 10月11日——皇家香港天文台恢復氣象報告，使天文台回復二戰前的效能。自月初皇家香港海軍及空軍接收被日軍徵用的天文台總部後，發現各儀器均已毀壞，但數日內後已將大樓修繕完畢，並裝設必要儀器[59]。
- 10月20日——電車恢復行駛跑馬地，各線車費一律減價，頭等只收1毫半，三等則收8仙[7]:31。
- 10月25日——下午1時30分，載客約200人、由汕尾開往香港的客貨輪祥發號在駛至惠州市平海灣以南時，船頭突然起火，惟乘客太遲發現致火勢蔓延，又因船上缺乏救火設備，救生圈亦只有4個，因此乘客及船員皆跳海逃生，多人被溺斃，少量被燒死，80餘人成功登岸生還，最後造成110餘人遇難悲劇[60]。

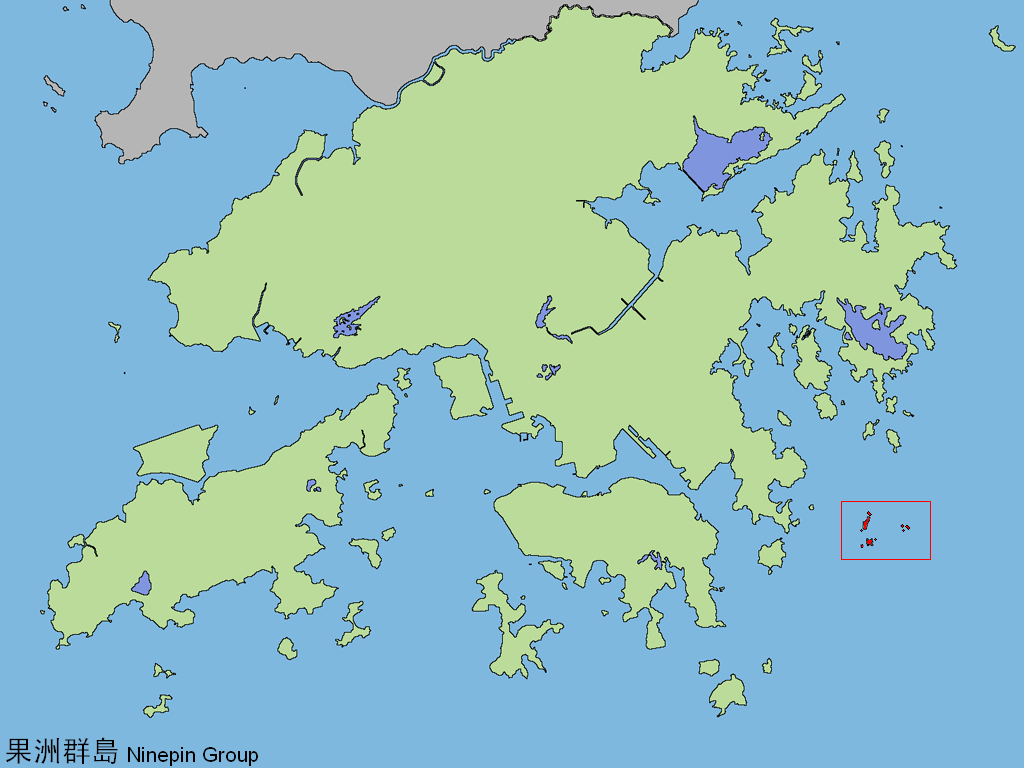
發生嚴重海難的果洲群島海域（圖中紅色島嶼附近）

- 10月26日——晚上9時許，載客約400人、由汕頭開往香港的客貨輪禎祥號在駛至惠州市平海灣以南時，汽喉突然爆炸，海水湧進輪船，2艘途經之漁船救起123人後送回香港筲箕灣，並建議船主駛往就近的平海鎮落客以策安全，惟船主以平海盜賊甚多為由拒絕登岸，並強行將已入水之禎祥輪馳往香港，10月27日深夜風浪更大，至10月28日0時，更樓與煙囪被風吹墜毀，壓斃十數人，同時亦有搭客數十人被吹落海。凌晨4時許，船駛至香港果洲群島附近海面時終因入水太多下沉，最終釀成270餘人喪生慘劇[61]。

### 11月
- 11月2日，香港郵政即日起恢復包裹投寄，惟街上郵箱仍未恢復投遞服務，市民如需寄信需直接到各郵局投寄。[62]
- 11月7日晚上9時半發生嚴重車禍，一輛英軍軍車由太古船塢向西直駛，駛至鰂魚涌英皇道太古糖廠轉角處時，因天雨路滑撞及途人，造成4死4傷。[63]
- 11月8日上午8時半，由廣東開往香港，載有1,300人（內含國民革命軍第八軍1,100人準備經香港北上應付國共內戰、政府工作人員19名、船員145名及船員家屬35名）的海珠輪在駛至東莞市虎門鎮三板洲海面時觸及水雷爆炸沉沒，釀成約1,000死150傷慘劇，另有約150人獲救無受傷。[64][65]
- 11月10日晚上7時半，三號水警小輪在中環青洲英泥廠對出海面巡邏時，水鍋突然爆炸，船上10人先後不治，死者包括3名水警、3名工程師、3名鍋爐工及1名廚師。4人當場死亡，另6人送往瑪麗醫院救治，惟當中5人於同日稍後傷重不治，另一人則於11月11日離世。[66][67]
- 11月13日：
  - 早上7時許，一艘停泊在西環廣榮碼頭載滿電油的貨艇發生火警，二號水警輪到場將火撲滅，5名船員送往瑪麗醫院救治，其中一名17歲男子延至晚上7時許傷重死亡，造成1死4傷。同日晚上7時半，一輛載滿柴枝的貨車在南昌街失火，燒傷華人一名。[68]
  - 軍政府宣佈取消一切管制，恢復自由貿易。[16]
  - 親中國共產黨的正報在香港創刊，成為香港二戰後首份創刊的報章，惟經營至1948年11月13日便告停刊。[69]
- 11月15日，九廣鐵路恢復直通車服務。[70]
- 11月16日，屏山村民反對興建機場，舉行大請願。[71]
- 11月17日，下午3時許，2名印度藉軍人乘吉普車駛經青山道時與一名騎單車華人相撞，華人被輾過不治，造成1死2傷。[72]
- 11月18日，恢復冬令時間，當日凌晨2時，時鐘調慢1小時，這是自港府在1941年10月1日結束夏令時間將時鐘撥慢30分鐘至比格林威治時間快8小時30分鐘，及日佔政府在1942年1月1日再撥快30分鐘後至相等於日本時間後[73]，香港時間恢復到比格林威治時間快8小時，但渡輪服務沒有因冬令時間而延後，每日提早開船[74]。
- 11月20日下午6時，由港島統一碼頭開往大澳的客船民光輪在駛至東涌海面時，十餘名假扮搭客的匪徒突出拔出手槍指嚇船長及乘客，禁止呼救，並將拖帶的一艘米船纜索斬斷，勒令向伶仃洋駛去。正當落手搜劫乘客財物之際，適逢皇家海軍巡邏船駛到，見民光輪有異樣，乃用探射燈向其照射，並令停船調查。賊匪深知不妙，向海軍巡邏船開槍射擊，海軍亦開槍還擊，匪徒見形勢危急，其中一部份跳海逃生，海軍將賊匪制服後，將民光輪船員及搭客帶返金鐘海軍船塢扣留調查。是役中民光輪上有6男1女乘客中槍受傷，送往瑪麗醫院搶救，一名23歲男乘客傷重不治，造成1死6傷。[75]
- 11月：
  - 英國駐華大使政治顧問、怡和洋行總經理東尼·凱瑟克向英國就香港前途作出建議，英國遲早要承認香港的主權屬於中國，但不能在此時向中國提出香港問題，英國應大刀闊斧地改革香港政府，一洗戰前殖民地作風陋習，以求盡英國對香港人的義務。他建議英國政府就香港前途發表公開聲明，保證幾條原則，包括改變香港殖民地的稱呼；香港應正式命名為一個自由港；以民選制度取代委任議會；所有香港居民不分種族、膚色和宗教都應一視同仁。凱瑟克還表示，假如英方及中方能達成協議，中方願意保證英屬香港有充足食水供應和對鐵路、機場的使用權，英方此時便可考慮將香港交還中國。[69]
  - 月初，香港與上海的電報恢復，重開兩小時內收到的私人電報達200多封，收費與二戰前相若。[76]
  - 當局成立租務法庭，解決業主與租客間的糾紛。[77]

### 12月
- 12月3日，香港金銀業貿易場恢復黃金買賣。[78]

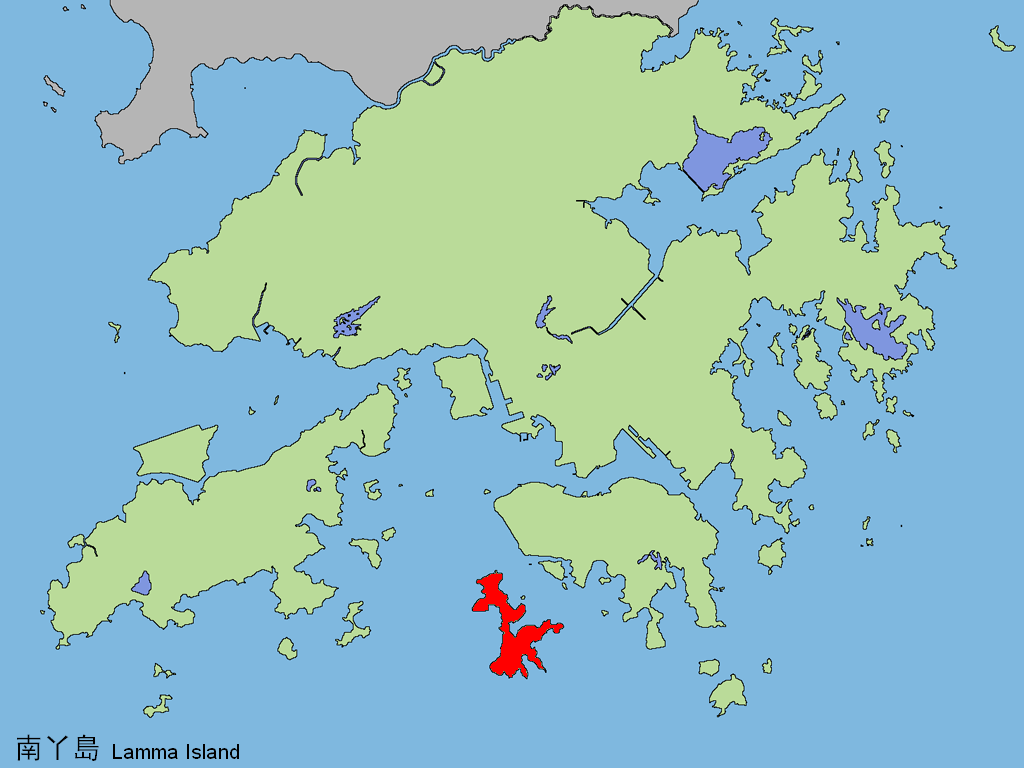
發生水雷炸沉蝦艇事件的南丫島下尾咀海域（圖中紅色島嶼的西南角）

- 12月11日中午，一艘載有29人（包括船主及家屬共26名、船員3名）的蝦艇從外海駛返長洲，駛至南丫島下尾咀對出海面時誤觸水雷，全船炸飛海面後瞬即沉沒，只有一名男家屬生還，漂流海面數小時後，被一釣艇救返長洲，釀成28死1獲救。[79][80]
- 12月22日晚上7時許再發生誤觸水雷慘劇，一艘豎起三枝桅之巨型漁船，載有20餘人欲出海捕魚，途經筲箕灣與鯉魚門之間海面，突然轟隆一聲，漁船拋高數十丈後沉沒，全船所有人皆跌下海中不停呼叫，附近漁船聞訊趕至救援，一名船員往筲箕灣警署報案，當局將傷者送往瑪麗醫院救治，造成2死6傷，其餘獲救。[81]
- 12月25日，山頂纜車復駛，收費與二戰前相若。[82]
- 12月，香港人口由9月的60萬回升至100萬。[16]

### 本年
- 惠康超級市場創辦，為香港歷史最悠久超級市場。[83]
- 信德船務公司創辦。[16]
- 漢華中學創辦。[16]

## 出生人物
- 1月1日，狄娜[84]（原名梁幗馨），1960－70年代香港影星，一生充滿傳奇，有「奇女子」之稱。
- 1月10日，蘇凌峰，資深傳媒人，退休前曾任無綫新聞、OMNI NEWS等數家香港及加拿大電視台主播，此前曾任廣悅堂魯班小學教師。
- 1月14日，陳坤耀[85]，1995至2007年出任香港嶺南大學校長。
- 1月25日：
  - 陳欣健[86]，香港電影工作者，編劇、製片、演員。
  - 周梁淑怡[87]，2012至2014年出任香港自由黨主席。
- 2月12日：
  - 蘇澤光[88]，香港貿易發展局及香港電影發展局主席，1995至2003年出任香港地鐵董事局主席兼行政總裁。
  - 羅文，香港著名粵語歌手，被尊稱「歌聖」。
- 2月24日，張翼，香港演員。
- 3月2日，泰迪羅賓[89]，1960年代香港歌手及演員。
- 4月14日，陳恆輝，香港商人。
- 4月23日，李焯芬，著名專業地質工程師及水利專家。
- 6月1日，沈殿霞[90]，香港著名節目主持人。
- 5月30日，東瑞[91]（原名黃東濤），香港作家。
- 6月23日，施祖祥，任職於太古集團，前香港公務員，香港殖民地時期曾任憲制事務司、公務員事務司、香港貿易發展局總裁。
- 6月24日，石禮謙，香港立法會議員。
- 6月27日，李國章，醫學界人士，1996至2002年出任香港中文大學校長，2002至2007年出任教育統籌局局長。
- 6月26日，秦沛[92]，香港著名演員。
- 9月20日，范徐麗泰[93]，香港親建制派政治人物，1998至2008年出任香港立法會主席。
- 9月24日，陳觀泰[94]，香港武打演員。
- 10月9日，梁劉柔芬[93]，1998至2012年出任香港立法會議員。
- 10月29日，井莉[95]，香港電影演員。
- 11月2日，譚惠珠[93]，執業大律師，1985至1991年出任香港立法局議員。
- 11月11日，阮兆輝[96]，前八和會館副主席，香港著名粵劇演員。
- 11月23日，上官小寶[97]（原名鄺東源），香港著名漫畫家。
- 本年，蕭炯柱[98]，前香港公務員，蕭炯柱多年以來曾於多個決策科和政府部門任職。曾經擔任的高級職位包括：郵政署署長（1988至1989年）、運輸署署長（1989至1992年）、新機場工程統籌署署長（1992至1993年）、經濟司（1993至1996年）及運輸司（後稱運輸局局長）（1996至1997年）。1997年8月至1998年11月任中央政策組首席顧問。1998年11月至2001年7月任規劃環境地政局局長。
- 本年，馮國經[99]，香港商人，利豐集團董事會主席，1991至2000年出任香港貿易發展局主席，1999至2008年出任香港機場管理局主席。
- 本年，艾爾敦，1999至2005年出任香港上海滙豐銀行董事會主席。
- 本年，簡德倫，1993至1995年出任財經事務司。
- 本年，包陪慶[100]，香港企業家、社會活動家、慈善家、第十二屆全國政協委員。
- 本年，李家鼎[101]，香港資深演員。
- 本年，袁和平[102]，香港著名動作指導、導演。
- 本年，邵音音，香港電影演員。
- 本年，陳任，香港著名中文唱片騎師。
- 本年，方育平，香港電影導演。
- 本年，王化民[103]，香港公民黨成員、保釣人士。
- 本年，陳妙德，香港保釣人士。
- 本年，何百里[104]，美術家。
- 本年，甘山，香港資深演員。
- 本年，顧明鈞，香港企業家及慈善家。
- 本年，戴玉明，香港兒童文學作家及香港兒童文藝協會理事。
- 本年，楊牧谷[105]，香港著名的華人神學工作者。

## 逝世人物
- 1月22日，盧吉，87歲，第14任港督（1907－1912年在任）。
- 2月24日，貝璐，69歲，第18任港督（1930－1935年在任）。
- 本年，關景良，76歲，養和醫院創辦人之一。